# راندال كي. بوروز
راندال كي. بوروز هو سياسي أمريكي، (و. 1829  م). انتخب عضو مجلس ولاية مينيسوتا ‏.